# Géosmine
La géosmine est un métabolite volatil, dérivé diméthylé de l'octahydronaphtalène, synthétisé principalement par des actinobactéries et des cyanobactéries telluriques lorsqu'elles produisent des spores, donnant son odeur à la terre fraîchement labourée ou mouillée après une période sèche.
Lors des précipitations, l'atmosphère se remplit d'une odeur diluée de terre due à plusieurs molécules. La force de la pluie tombant sur le sol fait s'envoler les spores et volatiliser ce composé organique qui, combiné au pétrichor et à d'autres composés tels que le 2-méthylisobornéol (en)), donne cette odeur de terre très particulière qui reste peu de temps dans l'atmosphère. Si la pluviométrie est assez forte, ces composés se diffusent rapidement grâce au vent et alertent ainsi les personnes plus éloignées de la pluie de l'imminence des précipitations,.
L'odeur de terre de la géosmine est plus concentrée dans la vase caractérisée par sa grande richesse en actinobactéries.
Cette substance sémiochimique est un exemple de symbiose avec les bactéries telluriques puisqu'il attire les collemboles qui se nourrissent de ces micro-organismes et dispersent ainsi leurs spores, favorisant la reproduction des microbes.
Ce composé organique d'origine microbienne est également un marqueur d'une contamination du vin par des bactéries ou de l'eau potable par des micro-algues. Elle donne une odeur de moisi et un goût de terre.

## Odeur de terre
Lorsque la terre est fraîchement labourée ou mouillée, il y a libération des gaz contenus dans le sol, notamment ceux produits par des actinobactéries (Streptomyces, Nocardia, Microbispora (en), Micromonospora) et des cyanobactéries (Oscillatoria, Phormidium (de), Aphanizomenon). Les populations d'actinomycètes et la production de ce métabolite qui donne l'odeur de terre, augmentent dans les cours d'eau et les lacs à la suite de pluies excessives qui entraînent un ruissellement et un afflux de nitrates, ammonium favorisant la multiplication de ces bactéries.
Le ratio odeur de champignon (principalement l'octénol) / odeur de terre (due à la géosmine produite par des bactéries) permet à un écologue d'évaluer la richesse d'un sol par son odeur. Plus un sol sent l'octénol, plus il est riche en champignon et est acide (exemple : mor, moder de landes ou de forêts de résineux issues de la dégradation lente d'une litière acidifiante). Plus un sol sent l'odeur de terre, plus il est riche en bactéries qui traduisent un recyclage rapide de la matière organique avec des vers de terre (surnommés par Aristote « les intestins de la terre ») consommateurs de ces bactéries (exemple : mull de pelouse, d'agrosystème, de forêt productive).

## La géosmine dans le vin

### Reconnaissance organoleptique
La géosmine contenue dans le vin donne des odeurs de terre et des goûts moisi-terreux. Selon les dégustateurs et les vins dégustés, la géosmine peut se révéler par des arômes de :
- terre mouillée (elle entre notamment dans la composition du pétrichor, odeur caractéristique qui se développe après la pluie à la suite de forte chaleur) ;
- betterave rouge ;
- moisi, champignon ;
- pourri.

### Seuil de perception
Le seuil de perception est variable selon les personnes, généralement entre 20 et 60 ng/l. La mesure de ce seuil s'est faite avec des vins contaminés où la teneur en géosmine est variable. Depuis l'isolement de la molécule de géosmine, le centre de recherche ITV du Beaujolais a tenté de mesurer le seuil de perception.
Un seuil de perception aussi bas rend ce défaut très difficile à masquer. La dilution d'une cuve risque de contaminer un lot. Il est donc préférable de garder une cuve contaminée à part.

### Origine
La présence de géosmine n'est pas due à une contamination simple, mais à un ensemble de contaminations microbiennes,, :
- Botrytis cinerea (pourriture grise)[13] : lors d'essais de microvinification par l'ITV du Beaujolais, Botrytis cinerea a toujours été présent sur des vins géosminés et le raisin sans Botrytis cinerea ne donne jamais d'arômes terreux. Mais il n'y a pas de corrélation entre l'intensité de l'attaque de Botrytis cinerea et le taux de géosmine du vin. La pourriture est donc nécessaire mais pas suffisante pour donner des arômes de géosmine à un vin ;
- Penicillium expansum : facteur de la pourriture des fruits, il est associé à la pourriture grise au niveau microscopique par leurs filaments ;
- autres Penicillium : P. thomii, P. purpurogenum, P. glabrum, P. brevicompactum et P. carneum.

Certains facteurs sont favorables à la recrudescence de ce phénomène, les conditions de température et d'humidité doivent être réunis pour la prolifération des micro-organismes responsables.

### Remèdes
Le vin contaminé est généralement issu de grappes de raisin qui sentent déjà la géosmine, car la molécule n'est modifiée par aucune opération de vinification. La meilleure solution est donc d'éviter la contamination. Le travail sur la vigne permet d'éviter au maximum la présence de pourriture grise sur le raisin : maîtrise de la vigueur de la vigne, traitement anti-botrytis, efforts pour limiter un microclimat humide autour des grappes. Ensuite, lors de la récolte manuelle, un tri sévère permet encore de diminuer le risque. À ce stade, plus le tri est fait en amont, plus il est efficace ; en effet, la pourriture fragilise la pellicule du raisin et le contact entre grappes dans le seau, puis la benne à vendange et la table de tri entraîne une contamination du jus.
Les traitements a posteriori ne sont qu'au stade d'étude et ne sont pas homologués par les services de la DGCCRF. Ils consistent en la fixation de la molécule sur du charbon actif ou un corps gras (lait entier ou huile de pépin de raisin). Un protocole a été établi par l'ITV du Beaujolais sous le contrôle de la DGCCRF.

## La géosmine dans l'eau
Elle donne des goûts terreux. Elle est liée à la présence d'actinomycètes et de cyanobactéries,.